# École navale impériale du Japon
 (octobre 2024).

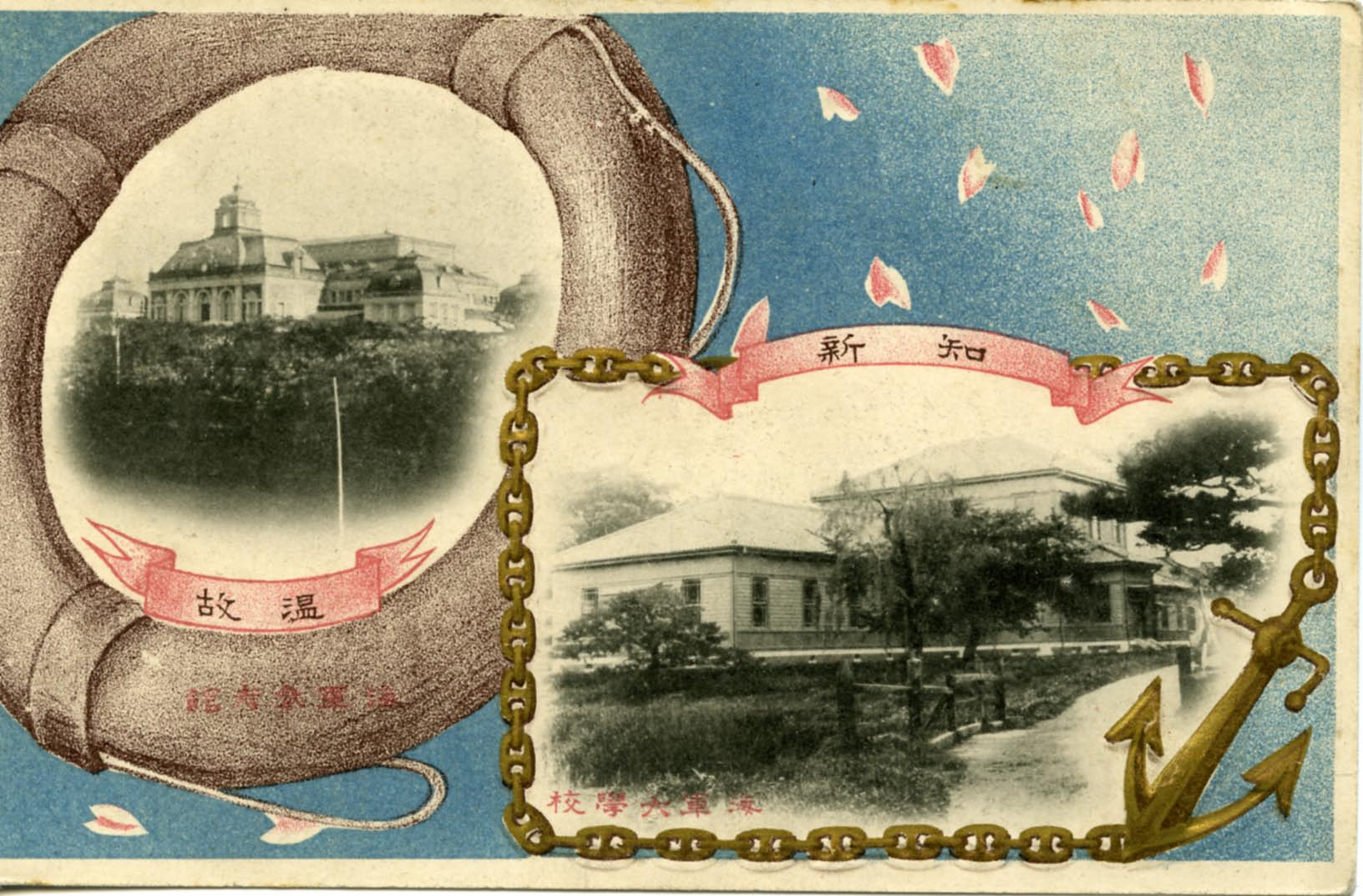
Carte postale représentant le ministère de la Marine et l'école navale impériale, vers1900

L'école navale impériale du Japon (海軍大学校, Kaigun Daigakkō) était l'un des centres de formation de la marine impériale japonaise.
Dans les années 1880, la marine impériale japonaise réalisa la nécessité des études post-diplômes pour les officiers diplômés de l'académie navale impériale du Japon et une école fut ouverte à Tsukiji, Tokyo, en 1888, la même année du déménagement de l'académie navale de Tsukiji à Etajima dans la préfecture de Hiroshima. La marine demanda l'aide du Royaume-Uni pour se moderniser et s'occidentaliser, et la marine britannique envoya des conseillers militaires pour aider à la construction du cursus. Le premier directeur de l'école fut Inoue Kaoru.
Comparé à l'école militaire impériale du Japon, il fallait plus de temps aux officiers pour être admis à l'école navale. Un lieutenant ou un capitaine de corvette ne pouvait entrer qu'avec dix ans de service après l'obtention de son diplôme de l'académie navale. Pendant cette période, les candidats se diplômaient également dans les écoles d'artillerie navale ou de torpille, chacune des formations avaient une durée de six mois. La durée d'étude de l'école navale impériale elle-même était d'un an.

## Professeurs notables
- Charles Baillie, conseiller étranger britannique.
- Armand-Alexandre Baillod, conseiller étranger Suisse.
- Thomas Baker, conseiller étranger britannique.

## Source de la traduction
- (en) Cet article est partiellement ou en totalité issu de l’article de Wikipédia en anglais intitulé « Naval War College (Japan) » (voir la liste des auteurs).